# Kaiserschmarrn

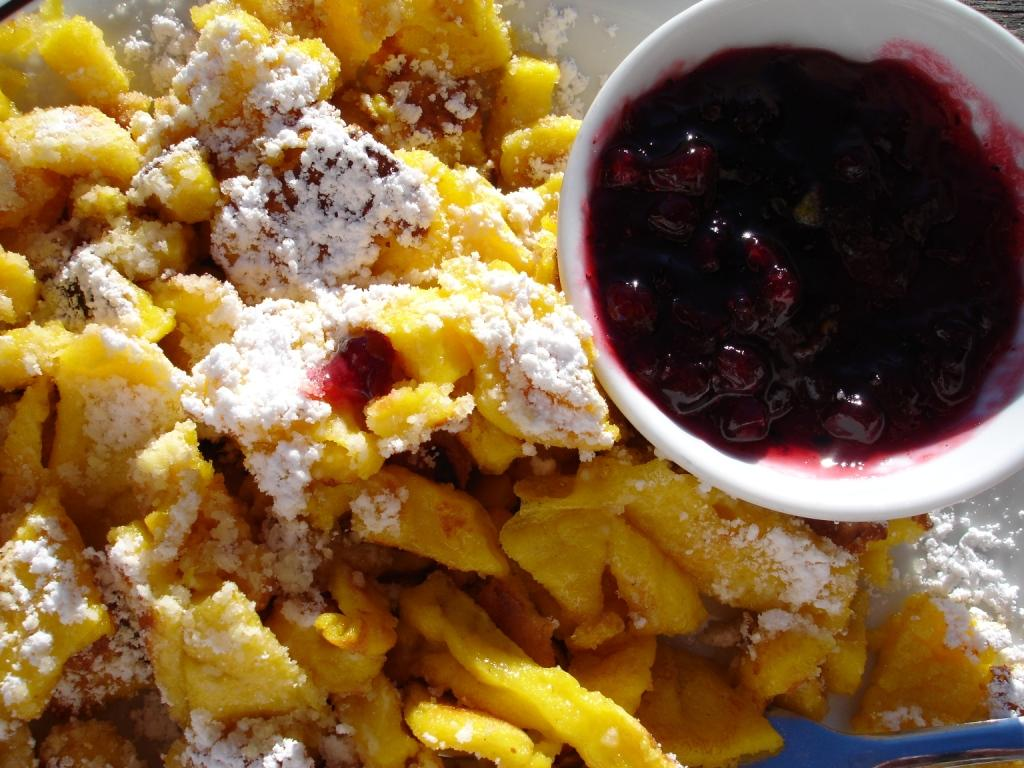
Kaiserschmarrn servido con mermelada de arándano rojo

Kaiserschmarrn o Kaiserschmarren (lit. ‘Pedazos del emperador’) es una tortita ligeramente azucarada y desmenuzada que toma su nombre del emperador austriaco (káiser) Francisco José I, quien solía tomarla durante el desayuno (según las crónicas, su aperitivo favorito).

## Descripción
Consiste en trozos de una especie de crêpes dulces y gruesas. La masa del Kaiserschmarrn suele estar caramelizada y contiene más huevos que una tortita normal; a menudo lleva uvas pasas, almendra molida y confitura o trozos de manzana. Antes de servir se espolvorea con azúcar glas. Se suele comer acompañado de compotas de frutas, por ejemplo de ciruelas, fresas y manzanas. Si bien se trata en origen de un postre, al ser una comida muy pesada no es extraño que se sirva como almuerzo
Se trata de uno de los postres más conocidos de la cocina austriaca, y es también popular en la mayor parte del antiguo Imperio austrohúngaro, así como en Baviera (Alemania), Hungría, Eslovenia, la República Checa y el norte de Croacia, que suelen utilizar el nombre como préstamo o traducción del mismo. En Eslovenia, se llama "cesarski praženec" o "šmorn". Su nombre en húngaro es "császármorzsa"o "smarni"; su nombre en checo es "(Císařský) trhanec" o "kajzršmorn". En eslovaco se denomina "Cisársky trhanec".